# Enfermedades intercurrentes en el embarazo
Una enfermedad intercurrente (o concurrente, concomitante o, en la mayoría de los casos, preexistente) en el embarazo es una enfermedad que no está causada directamente por el embarazo (en contraste a las complicaciones del embarazo), pero que pueden empeorar o ser un potencial de riesgo para el embarazo (causando complicaciones). Un comportamiento importante de este riesgo puede terminar en la necesidad de uso de medicamentos en el embarazo para manejar dicha enfermedad.
En tales circunstancias, a mujeres que desean continuar con el embarazo requieren atención médica adicional, a menudo de un equipo interdisciplinario. Dicho equipo puede incluir (además de un obstetra) un especialista en el desorden y otros profesionales (por ejemplo, especialistas en la etapa materna-fetal o médicos obstetras, dietistas, etc.).

## Trastornos endocrinos

### Diabetes mellitus
La diabetes mellitus y el embarazo se ocupa de las interacciones de la diabetes mellitus (no restringidas a la diabetes gestacional) y el embarazo. Los riesgos para el niño incluyen aborto involuntario, restricción del crecimiento, aceleración del crecimiento, obesidad fetal (macrosomía), polihidramnios y defectos de nacimiento.

### Enfermedad de tiroides
La enfermedad de tiroides en el embarazo puede, si no se corrige, causar efectos adversos sobre el bienestar del feto y de la madre. Los efectos nocivos de la disfunción de la tiroides pueden extenderse más allá del embarazo y del nacimiento para afectar el desarrollo neurointelectual en la vida temprana del niño. La demanda de las hormonas tiroideas se incrementa durante el embarazo lo cual puede causar que un trastorno de la tiroides previamente desapercibido empeore.

## Hipercoagulabilidad
La hipercoagulabilidad durante el embarazo es la propensión de las mujeres embarazadas de desarrollar trombosis (coágulos de sangre). El embarazo en sí es un factor de hipercoagubilidad (hipercoagubilidad inducida por el embarazo), como un mecanismo fisiológico de adaptación para evitar la hemorragia posparto. Sin embargo, cuando se combina con un estado de hipercoagubilidad subyacente adicional, el riesgo de trombosis o embolia puede llegar a ser sustancial.

## Infecciones

### Infecciones de transmisión vertical
Muchas infecciones tienen un riesgo de transmisión vertical para el feto. Entre los ejemplos se encuentran:
- Varicela
- Clamidia[2]
- Herpes simple o Herpes simple neonatal
- VIH[3][4]
- HTLV[5]
- Sífilis[6]

Las infecciones en el embarazo también plantean preocupaciones particulares sobre si se debe o no usar medicamentos durante el embarazo (es decir, antibióticos o antivirales) para tratarlas. Por ejemplo, a las mujeres embarazadas que contraen la infección por influenza H1N1 se les recomienda recibir tratamiento antiviral con oseltamivir (que es el medicamento preferido) o zanamivir. Tanto la amantadina y la rimantadina han demostrado ser teratogénicas y embriotóxicas cuando se administran en dosis altas en estudios con animales.

### Vulvovaginitis candidiásica
En el embarazo, los cambios en los niveles de las hormonas sexuales femeninas, como el estrógeno, hacen que una mujer sea más propensa a desarrollar vulvovaginitis candidiásica. Durante el embarazo, el hongo "Cándida" es más frecuente (común), y la infección recurrente es también más probable. No hay pruebas claras de que el tratamiento de la vulvovaginitis candidiásica asintomática en el embarazo reduce el riesgo de que haya un parto prematuro. La vulvovaginitis candidiásica en el embarazo se debe tratar con clotrimazol intravaginal o miconazol durante al menos 7 días.

### Vaginosis bacteriana
La vaginosis bacteriana es un desequilibrio de la flora bacteriana de origen natural en la vagina. La vaginosis bacteriana, una enfermedad intercurrente en el embarazo, puede aumentar el riesgo de complicaciones en el embarazo, más notablemente el nacimiento prematuro o aborto involuntario. Sin embargo, este riesgo es pequeño en general y parece más significativo en las mujeres que han tenido este tipo de complicaciones en un embarazo anterior.

## Valvulopatía
En el caso de la valvulopatía en el embarazo, los cambios fisiológicos maternos durante el embarazo confieren una carga adicional en el corazón y pueden dar lugar a complicaciones.
En las personas que requieres de una válvula de corazón artificial, el examen debe hacerse por el deterioro de la válvula a través del tiempo (para válvulas bioprotésicas) frente a los riesgos de coagulación de la sangre durante el embarazo con válvulas mecánicas con la necesidad resultante de medicamentos en el embarazo en forma de anticoagulantes.

## Otros trastornos autoinmunes

### Lupus eritematoso sistémico
El lupus eritematoso en el embarazo confiere una mayor tasa de muerte fetal en el útero y aborto espontáneo (aborto involuntario), así como de lupus eritematoso neonatal.

### Síndrome de Behçet
El embarazo no tiene un efecto adverso sobre el curso del síndrome de Behcet y, posiblemente, puede mejorar su curso. Sin embargo, hay una variabilidad sustancial en la evolución clínica entre los pacientes e incluso para diferentes embarazos en el mismo paciente. También, a la inversa, el síndrome de Behcet confiere un mayor riesgo de complicaciones del embarazo, aborto involuntario y de cesárea.

### Esclerosis múltiple
Estar embarazada reduce el riesgo de recaídas en la esclerosis múltiple; sin embargo, durante los primeros meses después del parto, el riesgo aumenta. En general, el embarazo no parece influir en la discapacidad a largo plazo. La esclerosis múltiple no aumenta el riesgo de anomalía congénita o aborto involuntario.

## Otras
Las siguientes condiciones pueden empeorar o ser un riesgo potencial para el embarazo:
- Cáncer[MMHE 2]
- Hipertensión arterial[MMHE 3]
- Cirrosis hepática[MMHE 4]
- Trastornos congénitos que pueden transmitirse a la descendencia
- Cardiopatía congénita, especialmente hipertensión pulmonar primaria y síndrome de Eisenmenger[MMHE 5]
- Trastornos renales[MMHE 6]
- Salud mental.
  - La depresión se ha relacionado con altas tasas de parto prematuro.[17]
- Trastornos y enfermedades respiratorias asociadas, por ejemplo con el desprendimiento prematuro de placenta.[18]
  - Asma[19][20]
- Epilepsia[MMHE 7]
- Anomalías estructurales en el cuello uterino
- Anormalidades estructurales en el útero
- Hepatitis viral[MMHE 8]